# 迷い猫オーバーラン! ミュージックCD
『迷い猫オーバーラン! ミュージックCD』（まよいねこオーバーラン! ミュージックシーディー）は、テレビアニメ『迷い猫オーバーラン!』のサウンドトラック。2010年7月30日と同年8月27日にジェネオン・ユニバーサルから発売された。

## 概要
テレビアニメ本編のBGMに加え、Vol.1にはTVサイズの主題歌と第6話エンディングテーマ「迷い猫同好会の歌」のフルサイズが、Vol.2には『勇者超人グランブレイバー』の主題歌のフルサイズとBGM、および第11話の挿入歌とエンディングテーマが収録されている。音楽は、高木隆次が担当している。
一部の楽曲が、文化放送超!A&G+にて放送されているラジオ番組『井口裕香のむ〜〜〜ん ⊂（ ＾ω＾）⊃』のBGM・ジングルとして使用されている。

## Vol.1
CDジャケットには、芹沢文乃、梅ノ森千世、霧谷希（以上はちびキャラ）、佐藤一美、 鈴木裕子がプリントされている。

### 収録曲
1. はっぴぃ にゅう にゃあ（TV-SIZE） [1:34]
歌：芹沢文乃（伊藤かな恵）、梅ノ森千世（井口裕香）、霧谷希（竹達彩奈）
作詞：くまのきよみ、作曲・編曲：高木隆次
  - オープニングテーマ（第1 - 6、8 - 13話）
2. 洋菓子店ストレイキャッツ [4:34]
3. 梅ノ森学園 [4:24]
4. 迷い猫同好会の仲間たちI [5:07]
5. 千世、たくらむ [3:10]
6. 乙女姉さん・・・ [1:04]
7. 梅ノ森温泉 [5:44]
8. 迷い猫同好会の仲間たちII [5:41]
9. 迷い猫同好会の歌 [3:28]
歌：芹沢文乃（伊藤かな恵）、梅ノ森千世（井口裕香）、霧谷希（竹達彩奈）
作詞：くまのきよみ、作曲・編曲：高木隆次
  - エンディングテーマ（第6話）
10. 迷い猫の記憶 [3:32]
11. 巧の優しさ [5:18]
12. イチャラブ Come Home!（TV-SIZE） [1:32]
歌：芹沢文乃（伊藤かな恵）、梅ノ森千世（井口裕香）、霧谷希（竹達彩奈）
作詞：くまのきよみ、作曲・編曲：高木隆次
  - エンディングテーマ（第1 - 5、8 - 10、12・13話）

## Vol.2
ジャケットラストでは、芹沢文乃、梅ノ森千世、霧谷希がそれぞれ『グランブレイバー』のさやか、ちづる、しのぶの衣装を着ている。

### 収録曲
1. GO! グランブレイバー! [3:38]
歌：福山芳樹
作詞：三重野瞳、作曲・編曲：高木隆次
  - オープニングテーマ（第7話）
2. 勇者超人グランブレイバー（BGM I） [8:12]
3. 勇者超人グランブレイバー（BGM II） [6:18]
4. 奏でて星歌 [3:30]
歌：三重野瞳
作詞：三重野瞳、作曲・編曲：高木隆次
  - エンディングテーマ（第7話）
5. 迷い猫同好会の仲間たちIII [7:04]
6. 理不尽なイベント [9:47]
7. 巧と文乃 [3:36]
8. ハートのスパッツに[1] [2:12]
歌：梅ノ森学園 スパッツ派
作詞：松智洋、作曲・編曲：高木隆次
  - 挿入歌（第11話）
9. 迷い猫同好会の仲間たちIV [8:34]
10. 希の秘密 [3:19]
11. ブルマ vs スパッツ vs ぶるっつ [0:57]
12. サンキュー・ブルマ 〜ありがとうのキモチ〜[2] [2:03]
歌：梅ノ森学園 ブルマ派
作詞：松智洋、作曲・編曲：高木隆次
  - エンディングテーマ（第11話）